# Nestor Assogba
Nestor Assogba (* 21. Februar 1929 in Abomey; † 22. August 2017 in Bohicon) war ein beninischer Geistlicher und römisch-katholischer Erzbischof von Cotonou. 

## Leben
Nestor Assogba empfing nach seiner Ausbildung am Seminar in Bohicon und dem Theologiestudium in Rom am 21. Dezember 1957 in Rom die Priesterweihe. Er war zunächst Sekretär von Louis Parisot, Erzbischof von Cotonou in Benin. Nach einer Tätigkeit als Lehrer am Collège catholique Père-Aupiais in Cotonou, Benin, wurde er zum 6. April 1963 Generalvikar des neugegründeten Bistums Abomey sowie Regens des Seminars St Paul de Djimè.
Papst Paul VI. ernannte ihn am 10. April 1976 zum Bischof von Parakou, der damals größten Diözese der Welt. Der Vizepräsident des Päpstlichen Rates für Gerechtigkeit und Frieden und Sekretär der Kongregation für die Evangelisierung der Völker, Erzbischof Bernardin Gantin, spendete ihm am 25. Juli desselben Jahres die Bischofsweihe; Mitkonsekratoren waren Lucien Monsi-Agboka, Bischof von Abomey, und Guy-Marie Riobé, Bischof von Orléans. Mit der Erhebung des Bistums zum Erzbistum am 16. Oktober 1997 wurde er zum ersten Erzbischof von Parakou ernannt.
Papst Johannes Paul II. ernannte ihn am 29. Oktober 1999 zum Erzbischof von Cotonou. Seinen altersbedingten Rücktritt nahm der Papst am 5. März 2005 an.